# Pierre Gripari
Œuvres principales
- Pierrot la lune (1963)
- Contes de la rue Broca (1967)
- Frère Gaucher ou le voyage en Chine (1975)

Compléments
Inspecteur Toutou
Pierre Gripari, né le 7 janvier 1925 à Paris 17e et mort le 23 décembre 1990 à Paris 14e, est un écrivain français.
Il est principalement connu pour ses histoires loufoques et merveilleuses destinées à la jeunesse, les plus célèbres étant réunies dans Les Contes de la rue Broca. Si ses œuvres restent très appréciées, il est toutefois une figure polémique par son basculement à l'extrême droite, ses prises de position antisémites et sa sympathie assumée pour le fascisme.

## Biographie
Pierre Gripari naît d'un père ingénieur, franc-maçon, originaire de Mykonos et d'une mère coiffeuse et médium, originaire de Rouen,. Au cours de sa vie, il n'a presque jamais quitté Paris.
Ses parents meurent durant la Seconde Guerre mondiale. Il est d'abord élève au lycée Buffon. Il doit abandonner ses études littéraires au lycée Louis-le-Grand pour exercer divers petits métiers : commis agricole, clerc expéditionnaire chez un notaire et même, à l'occasion, pianiste dans des bals de campagne. De 1946 à 1949, il s'engage comme volontaire dans les troupes aéroportées.
De 1950 à 1957, il est employé à la Mobil Oil, où il assume les fonctions de délégué syndical de la CGT. Il arrête de travailler pour écrire. Mais ne parvenant pas à se faire publier, il travaille comme garçon de bibliothèque au CNRS.
En 1962, il se fait connaître par une pièce de théâtre, Lieutenant Tenant, créée à la Gaîté-Montparnasse, puis un récit autobiographique, Pierrot la lune, publié aux éditions de la Table ronde en 1963. Sa carrière d'auteur débute. Mais ses œuvres suivantes ne rencontrent pas le succès. Ayant quitté le CNRS pour vivre de sa plume, il connaît la pauvreté.
Refusé successivement par dix-sept éditeurs, il trouve une maison d'édition en 1974 : Vladimir Dimitrijević, patron des éditions L'Âge d'Homme (« un éditeur qui aime lire » disait-il), lui accorde une totale liberté d'auteur en acceptant systématiquement tous ses livres.
Pierre Gripari a également été critique théâtral pour le journal Écrits de Paris, ainsi que collaborateur du Spectacle du monde et de Défense de l'Occident. Il intervenait fréquemment à la radio, sur deux antennes idéologiquement différentes : Radio Courtoisie, qui rediffuse régulièrement une longue causerie sur Gogol (que Gripari, russophone, lisait dans le texte), et France Culture, dans les émissions de Bertrand Jérôme, avec de très fréquentes apparitions aux Papous dans la tête. Dans cette émission, Bertrand Jérôme annonce sa mort le 30 décembre 1990. Le 13 février 1991, il consacre une émission spéciale à Pierre Gripari, réunissant 90 minutes de moments d'humour extraits des archives.
Mort le 23 décembre 1990 à 65 ans à l'hôpital Saint-Joseph à Paris des suites d'une opération chirurgicale, il est incinéré le 4 janvier 1991 au crématorium du Père-Lachaise, et ses cendres sont dispersées au jardin du souvenir du cimetière.

### Personnalité
Il se définissait lui-même comme « un Martien observant le monde des hommes avec une curiosité amusée, étranger au monde terrestre. » Entre rue Broca et rue de la Folie-Méricourt, et quoiqu'il fût aussi épicurien, il menait une vie de bohème quasiment monacale[Quoi ?]. Indifférent à toute ambition matérielle, il s'accommodait de la pauvreté pour ne jamais tomber dans la compromission[réf. nécessaire]. 

« Il y a des sacrifices, disait-il. Le plaisir de l'écriture vaut tout ça. »

Pierre Gripari était membre de Mensa.

### Homosexualité
Gripari se déclare homosexuel et traite aussi de l'homosexualité, qu'il vit sans complexes, sur un ton à la fois ironique et tragique. Sa conception des choses de l'amour constitue la base de son pessimisme.

### Positions politiques
Communiste de tendance stalinienne de 1950 à 1956, il se rapproche ensuite des milieux d'extrême droite (il sera ainsi membre d'Europe-Action). Néanmoins, son absence ultérieure d'engagement politique ferme manifeste son désintérêt profond de la politique active, bien qu'il participe au comité de parrainage du journal d'extrême droite Militant au cours des années 1980. Il s'intéresse aux religions pour en pointer le folklore, souvent sous forme de pastiche. Il a ensuite participé au Groupement de recherche et d'études pour la civilisation européenne (GRECE) et figuré au comité de patronage de Nouvelle École, la revue éditée par cette association.
Le Dictionnaire des écrivains de langue française (Larousse, 2001) le qualifie d'« écrivain ironique, qui se tient à l'écart » et commente :

« Quant à ses prises de position “fascistes”, il faut y voir le goût de la provocation chez un homme à qui répugnaient la bonne conscience et les idées reçues, fussent-elles “démocratiques”. »

En mars 1976, Gripari déclare néanmoins avec le plus parfait sérieux au National, organe nationaliste-révolutionnaire du Front national créé par François Duprat en septembre 1974 :

« De toute manière, le Fascisme n'a pas eu sa chance, il a été vaincu par une coalition de gens qui n'étaient même pas d'accord entre eux, qui se sont entendus uniquement sur son dos. Cette formule mériterait d'être reprise et honnêtement essayée. »

Il a également tenu à de nombreuses reprises des discours haineux contre les juifs ainsi que des propos misogynes. Ces prises de position lui valent d'être considéré à la fin de sa vie comme une figure controversée, même si certains de ses proches veulent avant tout y voir une appétence pour la provocation.

## Style et thèmes de prédilection
Gripari a exploré à peu près tous les genres. Excellent connaisseur des patrimoines littéraires nationaux, il sait aussi mettre à profit les mythes et le folklore populaire, sans dédaigner les récits fantastiques et la science-fiction. Il est ainsi parvenu à créer tout un univers. « Les seules histoires qui m'intéressent, écrit-il dans L'Arrière-monde, sont celles dont je suis sûr, dès le début, qu'elles ne sont jamais arrivées, qu'elles n'arriveront jamais, qu'elles ne peuvent arriver. » On lui doit aussi bien des romans que des nouvelles, des poèmes, des récits, des contes, des pièces de théâtre et des critiques littéraires.
Son œuvre littéraire est marquée par l'érudition, la citation et l'exercice de style. Il s'essaie à des genres variés : roman épistolaire (Frère gaucher ou Le Voyage en Chine), roman de chevalerie (Le Conte de Paris), science-fiction (Vies parallèles de Roman Branchu)...

### Thèmes
Parmi les thèmes récurrents de ses ouvrages figurent :
- l'histoire du XXe siècle ;
- le refus des prétentions totalitaires ;
- l'Europe comme patrie spirituelle ;
- l'homosexualité ;
- la critique des monothéismes, notamment la religion juive, qu'il jugeait totalitaire et raciste. De fait, certains comme Pierre-André Taguieff, qui le qualifie d'« anarchiste d'extrême droite » et lui attribue une « filiation célinienne[15] », considèrent cet antijudaïsme comme antisémite.

D'autres, comme son éditeur Vladimir Dimitrijević, contestent qu'il ait été antisémite et considèrent ses attaques contre le judaïsme, dans certains de ses articles de presse et romans, comme une critique respectable de la religion juive.

### Écrivain pour enfants
Pierre Gripari est surtout connu du public comme un écrivain pour enfants. Son œuvre la plus célèbre, les Contes de la rue Broca, paraît en 1967. Elle comprend plusieurs histoires mettant en scène le merveilleux, dans le cadre familier d'un quartier du Paris contemporain. Certains personnages sont des enfants d'immigrés
Les premières éditions des Contes, aux Éditions de la Table ronde, passent inaperçues, mais leur réédition par Gallimard apporte à Gripari succès et célébrité. À la fin des années 1970, les illustrateurs Fernando Puig Rosado et Claude Lapointe contribuent à populariser ces contes.
Ce recueil est traduit notamment en Allemagne, au Brésil, en Bulgarie, en Grèce, en Hongrie, en Italie, au Japon, en Pologne et en Thaïlande.

### Prix
- 1976 : prix Voltaire pour l'ensemble de son œuvre
- 1982 : prix Pierre-de-Régnier de l’Académie française pour Moi, Mitounet-Joli
- 1988 : prix de l'Académie française pour Contes cuistres

## Œuvres
- 1962 : Lieutenant Tenant, théâtre, Éditions Arthème Fayard
- 1963 : Pierrot la Lune, roman, Éditions La Table Ronde, 307 p
- 1964 : L’Incroyable Équipée de Phosphore Noloc racontée par un témoin oculaire avec quelques détails nouveaux sur les gouvernements des îles de Budu et de Pédonisse, roman, Éditions La Table Ronde, 273 p
- 1965 : Diable, Dieu et autres contes de menterie, nouvelles, Éditions La Table Ronde. Rééd. en Folio, 1980, 1988 Contient : La Chienne, L’ours, Diable, Dieu, Chronique du surhomme, Les enfants sur le crâne, Le fiancé, Le petit Jéhovah, Opération Pucelle, Kurt von Dupont, Le bélier, Midi.
- 1967 : Contes de la rue Broca, contes, Éditions La Table Ronde, 214 p. Contient : La sorcière de la rue Mouffetard, Le géant aux chaussettes rouges, La paire de chaussures, Scoubidou, la poupée qui sait tout, Roman d’amour d’une patate, Histoire de Lustucru, La fée du robinet, Le gentil petit diable, La sorcière du placard aux balais, La maison de l’oncle Pierre, Le prince Blub et la sirène, Le petit cochon futé, Je-ne-sais-qui, je-ne-sais-quoi. - illustré par Claude Lapointe dans la version intégrale (Grasset, 2012)[17] ;
- 1968 : La vie, la mort et la résurrection de Socrate-Marie Gripotard, roman, Éditions La Table Ronde, 310 p.
- 1972 : L’Arrière-monde et autres diableries, nouvelles, Éditions Robert Morel éd., 246 p. Rééd. en 1973 aux Éditions Gérard en Belgique, Marabout S.F., no 455. Rééd. en 1980 aux Éditions l’Âge d’Homme, collection Poche-Suisse Contient : Ma maison, La suerie, Le cauchemar, La robote au grand cœur, L’époux céleste, Mon auteur, La planète bleue, Qui êtes-vous, Père Noël ? Vie et naissance de Pop, Vénus maritima, L’assassin de Monsieur Bidel, La méprise, Un témoin à décharge, Cette année-là, Dieu fut.
- 1973 : Gueule d’Aminche, roman, Éditions Robert Morel édité., 214 p.
- 1975 : Frère Gaucher ou le voyage en Chine, roman, Éditions L’Âge d’Homme, 245 p.
- 1975 : Le Solilesse, poèmes, Éditions L’Âge d’Homme, 119 p.
- 1976 : Rêveries d’un martien en exil, nouvelles, L’Âge d’Homme, 194 p. Rééd. Livre de poche no 6717, 1990. Rééd. L’Âge d’Homme, 2010 Contient : La peau d’un autre, Philosophies, Consultation, La femme soûle, Petit monstre, Folklore, Iceberg, Lady Macbeth, Fantôme, Bestiaire, L’Ankou-couteau, Traduit de l’infernal, Antigone contre Thèbes, Suite onirique, L’autre Russie, Le Rougalou, La fille du Président, Pathologie, Les Juifs de Mars, Écrit avant l’aurore, La bête qui disparaît, Bibliothèque de poche, Vengeance de comédienne, La mort du mandarin.
- 1976 : Histoire du Prince Pipo, de Pipo le cheval et de la Princesse Popi, roman pour enfants, Éditions Grasset-Jeunesse, 79 p., illustrations de Gérard Brun, Robert Constantin, Alain Gauthier, Jean-Marie Gauthier, Bernard Giroudroux, Gérard Hauducœur, René Hausman, Claude Lapointe, Alain Letort, Jean-Claude Marol, Tito Topin, Michel Trichet, Dominique Bauerlé, Philippe Delangle, Philippe Poirier. Rééd. 1992, coll. Grands lecteurs, Éditions Grasset-Jeunesse
- 1977 Pièces enfantines, Éditions L’Âge d’Homme, 170 p. Rééd. de Texas Jim, 1980, coll. Renard poche, L’École des Loisirs, illustrations de Philippe Dumas. Rééd. Crac ! dans le sac !, 1984, avec Inspecteur Toutou, coll. Neuf, L’École des Loisirs, illustrations de Philippe Dumas. Rééd. 1999. L’Âge d’Homme. Contient : Pierrot Prophète, Crac ! dans le sac !, Texas Jim ou le coboye triste.
- 1977 : Pedigree du vampire, anthologie, Bibliothèque fantastique, Éditions L’Âge d’Homme, 227 p.
- 1978 : Les Vies parallèles de Roman Branchu, roman, Éditions L’Âge d’Homme, 178 p.
- 1978 : Nanasse et Gigantet, conte en forme d’échelle, Éditions Grasset-Jeunesse, illustrations de Jean-Luc Allart.
- 1978 : Pirlipipi, deux sirops, une sorcière, Éditions Grasset-Jeunesse, illustrations de Claude Lapointe (repris dans les Contes de la Folie-Méricourt en 1983).
- 1979 : Café-théâtre, Éditions L’Âge d’Homme, 175 p. Contient : La divine farce, État-civil, Bérénice et le Tsar, Les cloches de Kitèje, Le No de Saint-Denis, Papa-Grognon.
- 1980 : Le Conte de Paris, roman, Éditions L’Âge d’Homme, 186 p.
- 1980 : L’Évangile du rien, anthologie, L’Âge d’Homme, 197 p.
- 1981 : Paraboles et fariboles, nouvelles, Éditions L’Âge d’Homme, 193 p. Contient : Opéra cosmique, Miracles à Moscou, Une nuit agitée, Carnet de croisière (août 1974), La Vénus d’El, Frère musulman, Le Touriste de pierre, Celui qui rêvait, Reportage radio, Monologue de toile, La balle au mur, La règle du silence, Comment naissent les contes (postface).
- 1981 : L’Enfer de poche, poèmes libertins, Éditions L’Âge d’Homme, 112 p.
- 1981 : Critique et autocritique, recueil d’articles, Éditions L’Âge d’Homme, 163 p. Contient : Marcel Aymé, écrivain du siècle, Léon Bloy, un Céline chrétien, Ivy Compton Burnett et le roman féminin, Dickens, notre grand frère, Pour une culture européenne, La fiction et sa fonction, De Gogol à Siniavski, Pierre Gripari vu par Pierre Gripari, Hoffmann ou la double vision, Victor Hugo et le romantisme, Judaïsme, racisme et sionisme, Kafka, son Dieu, ses symboles, Revenir à Kipling, Après une lecture du Koran, Littérature orale, littérature écrite, Orthodoxie et censure, Le roman arthurien et le mythe du Graal, Sade et la liberté, Soljenitsyne et l’Archipel du Goulag, Michel Tournier et le mythe de la phorie, Le phénomène Volkoff, Oscar Wilde contre le réalisme.
- 1982 : Moi, Mitounet-Joli, roman, Éditions Julliard/L’Âge d’Homme, 206 p. prix Pierre de Régnier de l'Académie française
- 1982 : Les Chants du Nomade, poèmes, Coll. Le Bruit du Temps, Éditions L’Âge d’Homme, 139 p.
- 1982 : Pièces mystiques, Éditions L’Âge d’Homme, 223 p. Contient : Lieutenant Tenant, La Damnation de Méfisto.
- 1982 : Pièces poétiques, Éditions L’Âge d’Homme, 202 p.
- 1982 : Patrouille du conte, roman, Éditions L’Âge d’Homme, 160 p. ; rééd. 2010 ; rééd. Les Sept Cavaliers, préf. Alain Paucard, 261 p., 2025  (ISBN 978-2959502118)
- 1983 : Reflets et réflexes, essai, Éditions L’Âge d’Homme, 102 p. Contient : Pendant le sommeil de la raison, Miettes critiques, Sur l’art d’écrire, Sur les beaux-arts, Pour qui écrivez-vous ?, Questionnaire de Michel Peltier, Questionnaire de Jean-Louis Kuffer, Réflexions morales, De la famille et de l’amour, À propos de l’éducation, Pour la peine de mort, De la religion, De la sagesse, À propos de l’Histoire, Miettes politiques, À propos de la question juive, Poésie ou révolution ?
- 1983 : Les Contes de la Folie Méricourt, contes, Éditions Grasset-Jeunesse, illustré par Claude Lapointe, 79 p. Contient : Les déménageurs, Le renard et sa queue (conte russe), Pirlipipi, deux sirops, une sorcière, Jeannot et l’ogresse (conte russe), Le marchand de fessées, Le Gel au nez rouge (conte russe), La Cinq fois belle (conte grec), Pouic et la merlette, Le juste et l’injuste (conte russe), Catherine sans nom, Le paysan et le moineau (conte français), La princesse Barbue, La sorcière et le commissaire.
- 1984 : Rose Londres, Histoire de Prose, roman, Coll. Le Manteau, Éditions Julliard/L’Âge d’Homme, 236 p.
- 1984 : Du rire et de l’horreur, anatomie de la « bien bonne », anthologie, Éditions Julliard/L’Âge d’Homme, 132 p.
- 1985 : La Rose réaliste, nouvelles, Coll. Contemporains, Éditions L’Âge d’Homme, 172 p. Contient : La rose réaliste, Histoire de ce jour, Autour du monde, L’école des Saints, L’ennemi à la porte, Voyage nocturne, L’homme public, Au cinéma, Droit de réponse, L’art de la fugue, Fenêtre sur la mort, Le château de Langendorf, La chartreuse de Parme, La bataille de l’eau de Lourdes, Conseils aux malades, Après le jugement, Défense d’aimer, Céleste, Histoire d’un quart d’heure, Sonate amoureuse, Mésaventures de Dieu, Une idée de roman, L’autre hémisphère, Lettres romaines.
- 1985 Jean-Yves à qui rien n’arrive, roman pour enfants, Éditions Grasset-Jeunesse, illustrations de Claude Lapointe, 90 pages. Rééd., 1991, coll. Grands lecteurs, Éditions Grasset-Jeunesse.
- 1985 : Adaptations théâtrales, Éditions L’Âge d’Homme, 177 p. Contient : La Maison aux sept pignons, d’après Hawthorne, Le Colis ou le Grillon du Foyer, d’après Dickens, Les Immortels, opéra en trois actes et cinq tableaux, d’après le conte Écrit avant l’aurore extrait du recueil Rêveries d’un martien en exil.
- 1985 : Gripari, mode d’emploi, Entretiens d’Alain Paucard avec Pierre Gripari, enregistrés les 25 juin, 28 juin et 5 juillet 1984, Pierre Gripari se chargeant de la rédaction définitive, Éditions L’Âge d’Homme, coll. Le Bruit du Temps, 145 p.
- 1986 : Le Canon, roman, Éditions L’Âge d’Homme, 157 p.
- 1986 : Le Septième Lot, roman, Julliard/L’Âge d’Homme, 200 p.
- 1986 : Nouvelles Pièces enfantines, Éditions L’Âge d’Homme, 166 p. Rééd. , Inspecteur Toutou (avec Crac ! dans le sac !), coll. Neuf en poche, L’École des Loisirs, illustrations de Philippe Dumas Contient : Inspecteur Toutou, Satinette fille du Diable, Le Magasin d’antiquités, d’après Dickens.
- 1987 : Contes cuistres, nouvelles, Éditions L’Âge d’Homme, 159 p. Contient : Portrait de la sorcière, L’intoxiqué, Le drame du camp no 7, Nuit de mai, Le vampire de la Place Rouge, Ptycon ou la chironomie, Le crucifié, Dialogue avec l’invisible, Conte chinois, L’inverseur de temps, Réunion discrète, Histoire jamais contée, La Sainte-Chair, La véritable histoire de Pinocchio, L’assassin de M. Zola, Masque de tigre, Vie amoureuse de Jean Valjean, Le cas Gripari. Prix de la nouvelle de l'Académie Française
- 1987 : Nouvelles critiques, recueil d’articles, L’Âge d’Homme, 146 p. Contient : Du bon usage de l’argent, Arrabal et Genet, Le fantastique chez Marcel Aymé, Les contes romantiques de Balzac, Deuxième jeunesse d’Henri Béraud, À propos de Boris Godounov, À propos de la Commune, Don Juan et Dalila, À propos d’Eugène Oniéguine, Flaubert-Sand : un roman d’amitié, Anatole France ou la contestation mondaine, À propos de Lulu, La Palatine et la Maintenon, L’Évangile du Rien, Du rire et de l’horreur, Edmond Rostand et Cyrano, La comtesse de Ségur, née Rostoptchine, À propos de Tristan.
- 1988 : Histoire du Méchant Dieu, essai, Éditions L’Âge d’Homme, 140 p.
- 1988 : Sept farces pour écoliers, Éditions Grasset-Jeunesse, illustrations de Boiry, 167 p. Contient : La fausse gourde, Chien et bébé, Deux téléphones, La télé farceuse, Goulu et son âme, Cent ans de cuisine française, Le marchand de fessées.
- 1988 : Marelles, poèmes pour enfants, Éditions De Fallois/L’Âge d’Homme, illustrations de Laurent Cocchi, 111 p. Rééd. 1988. Rééd. Grasset-Jeunesse, 1996, illustrations de Chica Contient : Il était un petit navire, La Joie de Lire, Genève, illustrations de vingt-et-un graphistes (choix de poèmes du recueil).
- 1989 : Notes d’une hirondelle, recueil de chroniques théâtrales, Éditions L’Âge d’Homme, 235 p.
- 1989 : Huit farces pour collégiens, Éditions Grasset-Jeunesse, illustrations de Boiry, 218 p. Contient : Le bourricot, La Sorcière de la rue Mouffetard, L’Ange, Le Géant aux chaussettes rouges, Le démarcheur, La fée du robinet, Pour l’annonce, La sorcière du placard aux balais.
- 1990 : Contes d’ailleurs et d’autre part, contes, coll. Grands lecteurs, Éditions Grasset-Jeunesse, 177 p. Rééd. 1993, album Grasset-Jeunesse, illustrations de Claude Lapointe[18]. Rééd. 1997, coll. Lampe de Poche, Grasset-Jeunesse, illustrations de Cecco Mariniello, Petite Sœur Contient : Mademoiselle Scarabée, Madame La terre-est-basse, Le diable aux cheveux blancs, Histoire du bagada, Le voyage de Saint-Déodat, Petite sœur, L’eau qui rend invisible, Sadko (histoire russe).
- 1990 : Les derniers jours de l’Éternel, roman, L’Âge d’Homme, 171 p.
- 1990 : Le Musée des apocryphes, nouvelles, Éditions L’Âge d’Homme, 192 p. Contient : Lettre anonyme à Balzac, Cinq lettres, Lettre anonyme au Docteur Destouches, Au tribunal, La voyante, Conte arabe, La passion de John Bow, Notre agent à Tanis, Une révélation au Théâtre français, Psaumes de Saül, Carnets de Salomé, Le roman de Perrault, Confession d’un éditeur, L’histoire de Jennifer Brown, Le dernier jour du monde, Les dernières aventures de Passepartout.
- 1990 : L’Affaire du petit pot de beurre, in Contes de la Table ronde, plaquette hors-commerce, Éditions La Table ronde, 30 p.
- 1991 : Monoméron, ou je ne sais quantième consultation du Docteur Noir sur la vraie religion du peuple français, roman, Coll. Le Bruit du Temps, Éditions L’Âge d’Homme, 109 p.
- 1992 Énigmes, devinettes pour les enfants illustrées par Puig Rosado, Éditions Grasset-Jeunesse, 23 p.
- 1992 : Je suis un rêve et autres contes exemplaires, Éd. de Fallois/L’Âge d’Homme, anthologie des nouvelles de Pierre Gripari établie par Jean-Pierre Rudin, préface de Jean Dutourd, 330 p. Contient : Je suis un rêve, Apologue, Conte chinois, La rose réaliste, Dieu, Le chat, Le bélier, Le petit Jéhovah, La règle du silence, Conte de Noël, Cette année-là, Dieu fut, Qui êtes-vous, Père Noël ?, Bibliothèque de poche, Le lièvre, La chartreuse de Parme, La véritable histoire de Pinocchio, Carnets de Salomé, La robote au grand cœur, Pluviose, L’époux céleste, La fée, Kurt von Dupont, Petit monstre, Au tribunal, Ma maison, La chienne, Vie et naissance de Pop, Monologue de toile, L’ours, La suerie, Un témoin à décharge, Le touriste de pierre, La femme soûle.
- 1995 : Fables et confidences, fables, Coll. Le Bruit du Temps, l’Âge d’Homme, 118 p.
- 1996 : Le Devoir de blasphème, éd. du Labyrinthe, 109 p.
- Entretiens et critiques parus dans la revue Éléments
- 1999 : Jean-Yves à qui rien n'arrive; ill. de Till charlier, éd. Grasset, 200 p.